# Red & Anarchist Skin Heads
Red & Anarchist Skin Heads (RASH) és un moviment de grups skinheads antifeixistes comunistes i anarquistes.
Es van originar a Nova York el 1993 per discrepàncies amb l'agrupació SHARP (Skin Heads Against Racial Perjudicies), com a causa de la neutralitat política dels SHARP, i la escissió es va produir quan un grup proper a SHARP van començar a agredir a diversos col·lectius homosexuals.
RASH es pot considerar una associació política que reuneix diferents tipus de persones per lluitar contra el racisme, el capitalisme, l'abús de poder, la discriminació social, etc.
No totes les persones pertanyents a RASH són skins, tot i que s'inclou al nom de l'associació, ja que també s'hi inclouen Punks i Rude Boys. Hi ha seccions de RASH a tot el món que s'agrupen sota la confederació "RASH International".
A l'Estat Espanyol existeixen diverses seccions en ciutats com Barcelona, Madrid, Saragossa, Zamora, etc. La de Madrid va ser la primera a ser creada, el 1994. A Amèrica Llatina destaquen les de Xile, Veneçuela i Colòmbia.